# 恩德倫學校
恩德倫學校（英語: Enderun School、鄂圖曼土耳其語：‎），是鄂圖曼帝國為培養帝國精英官僚而設的宮廷寄宿學校，設於托卡比皇宮。由德夫希爾梅徵召的基督徒兒童改宗伊斯蘭教後會在這里接受官僚管理和軍事訓練。而培養出的官僚將永久服務政府。

## 歷史
鄂圖曼帝國的成長可歸因並依賴於對政治家的教育和選擇。穆罕默德二世的目標是重振羅馬帝國，其中一個重要組成部分是建立一所特殊學校，選擇帝國之內最好的青少年和塑造他們。穆罕默德二世提高了他的父親穆拉德二世創立的現有學宮，並在伊斯坦布爾成立了恩德倫學校。

## 建築
托卡比皇宮的第三庭院四周是帝國財政部，神聖披風亭，和學宮的建築。其中受過教育的頂級學生和鄂圖曼王朝的王子在此里讀書，有七座建築物，每座建築物內有12個老師負責學生的心理和學術發展。學生們按他們的成績水平穿著指定的專門制服，而其他的建築包括圖書館，清真寺，音樂學院，宿舍，浴室。

## 課程
恩德倫學校可分為三間學院，有1000-2000個學生，課程可分為:
- 伊斯蘭科學:包括土耳其語、阿拉伯語、波斯語教育。
- 實證科學:包括數學和地理學
- 歷史、法律和行政
- 技術研究:包括藝術和音樂教育
- 體育訓練:包括武器使用

在恩德倫學校課程結束後，畢業生將能夠說，讀，寫至少三種語言，能夠理解科學的最新進展，至少有一門手藝或藝術，擅長於陸軍指揮以及近戰技能。

## 希克瑪
學生離開恩德倫學校的畢業典禮被稱為希克瑪，畢業生本身被稱為希克瑪，即離開和退出。這種畢業通常在新蘇丹即位後進行。
成功畢業的學生根據自己的能力分為兩種主流的位置：政府或科學，或進入耶尼切里。這種學校最鮮明的特性是它精心的分級獎勵和相應的懲罰。